# 尹志平
尹志平（1169年2月18日—1251年2月27日），字大和，道號清和子，山東萊州人，全真教第六任掌教，劉處玄與丘處機弟子，自少好學仙道，在山東一帶道觀修道，勤於打坐祈拜，隨丘處機到撒馬爾罕覲見成吉思汗。丘處機歸真後，尹志平嗣位掌教，創建燕京白雲觀，為朝廷舉行祈福齋醮，到多處宮觀講道，德高望重。期間全真教趨於極盛，信徒眾多，吸納和重建各地宮觀，歸入全真教名下主持。尹志平掌教10年，傳位師弟李志常，退位歸隱，諡號「清和妙道廣化真人」。

## 生平

### 入道
尹志平祖先在北宋時是官宦之家，父、祖樂善好施:114，1182年13歲時，遇到全真教第二任掌教馬丹陽，出家入道，成為全真教道士，1187年，為父親所逼而還俗，被鎖於家中:133，尹志平再三逃走，家人方准許他入道。尹志平到洛陽拜訪王重陽弟子劉處玄:114-115，拜劉處玄為師:133，其父母又追來阻止，把他鎖住，尹志平再次逃去，到山東昌邑縣結庵修道，大有感悟，移居福山草庵，在當地照顧貧病弱小，到濰州雲遊時，金朝官員完顏龍虎讓尹志平居於玉清觀。1191年，尹志平到棲霞觀拜丘處機為師，受丘處機器重。此後尹志平再向王重陽弟子郝大通請教《易經》，自王處一傳受籙法，聲譽日漸提高，前來就學的人愈來愈多。1216年，蒙古入侵，尹志平到海島避禍，戰亂後回到濰州玉清觀:115。
1219年，成吉思汗派劉仲祿為使者，請丘處機前去覲見，求傳授長生之術:163，劉仲祿先到濰州會見尹志平，尹志平認為可趁此機會，以全真教義勸化蒙古人，遂陪同劉仲祿到萊州拜見丘處機，遊說師父應邀。丘處機挑選弟子18人隨行，於1220年出發:165，1221年到達撒馬爾罕，1222年南下到達成吉思汗汗庭，並與可汗同回撒馬爾罕:168-169。1223年，丘處機率弟子東還，到雲中時，聽聞山東戰亂，派遣尹志平南下招撫勸降。次年丘處機居於燕京長春宮，前來禮敬的信眾甚多，尹志平不敢受此供奉，先後到河北縉雲山秋陽觀、德興龍陽觀隱居:116。1227年，丘處機仙遊時，遺令宋道安繼位，尹志平為第一副手。宋道安因年紀已老，請尹志平代替自己出任掌教:84。

### 掌教
尹志平嗣教後，把燕京長春宮東部改建為白雲觀，在觀內修建處順堂，供奉丘處機仙骨，並請人在堂內畫上丘處機西遊的壁畫。1230年，有人誣告處順堂壁畫不敬，竟在靈堂繪畫會見蒙古大汗一事，蒙古人乘機打擊全真教，尹志平即日下獄，後來為師弟李志常代替入獄:187。1231年，尹志平到河北灤平主持齋醮，為國祈福。1232年，窩闊台可汗到順天府，尹志平前往迎見:117。1233年，尹志平到燕京舉行黃籙齋醮，提出讓位予李志常，眾人反對，他又到燕京華陽觀講道，到東北義州舉行下元醮，在通仙觀過冬。次年遊閭山太玄觀，然後回到燕京:118。1235年，尹志平奉詔在和林修築道院:126。金末蒙古入侵關中，陝西鄠縣全真教祖庭靈虛觀被毀，道士遇害，京兆府總管田雄信奉全真教，去信請尹志平前來。1236年，尹志平來到祖庭，籌劃重建道觀:180，田雄並把關中許多道觀託付尹志平:119。尹志平到終南山已殘破的宗聖觀，委託李志柔加以重修:199，回程時，與李志常到雲中接受聖旨，剃度道士千人，次年回到燕京。尹志平素常有退隱之志，教門事務多交予李志常負責，與蒙古朝廷的往來，往往也透過李志常進行。1238年正月，尹志平傳位予李志常，共計掌教10年:126、119。

### 退隱
1239年，尹志平修建燕京附近的五華山燒丹院，次年移居大房山真陽觀:119。1241年初，尹志平應邀再到祖庭重陽宮（前靈虛觀），主持重葬王重陽的儀式，參與者達數千人:181。1242年，尹志平到沁州神霄宮，翌年移居太原天寶觀，再回五華山建五華宮。1249年，元廷下旨賜號「清和演道玄德真人」，改五華觀為五華宮。1251年，在大房山清和宮（前真陽觀）歸真，年82:120。

## 修行
尹志平天資甚高，孩童時，不經意地已有出神忘我的入定經驗，「冥然漠然，不覺心形俱喪」:131。入道後，習慣每晚在北斗下祈拜，並打坐瞑想；拜劉處玄為師後，夜間在樹下靜坐存思時，在異象中見劉處玄前來，揮刀斷其頭，意思是換去尹志平的頭面；10日後又見劉處玄來，剖出其心，意思是去除其俗心；再10日後，劉處玄來剖開其腹，取去一切內臟。自此尹志平認識到自己已超越塵俗，由俗人變成道人:133-134。後來尹志平仍有不少神祕體驗，如曾在打坐中，感到體內之氣向上沖湧，頭頂應聲裂開，「甘液」從上而降:151。全真教著重「功行」，即勤奮刻苦的修煉，與行善之舉:152。尹志平認為，人的悟道成道，與所積的福德厚薄有關。道士積累「功行」，可以影響來世，來生與師父或聖賢再聚，一起修行，直至達致真道:123-124。人要立志，節制情慾；佛道二家的心性修為，並無分別，信眾不必刻意追求通靈顯聖之事，只要功行積累深厚，心靈自得:128-129。

## 貢獻
尹志平曾拯救百姓，蒙古人入侵時向百姓招撫諭降，救活不少性命，皈依入於全真道者，可以免差役和賦稅:124。掌教時，他修復許多戰後荒廢的的宮觀，並把許多舊有宮觀吸納入全真教，任命全真教高道為住持，並開始為全真教制定「全真清規」，掌教期間師弟宋德方開始編纂道藏《玄都寶藏》:131-132。尹志平嗣教後，信徒眾多，供奉甚豐，廣受愛戴，出遊時百姓沿途膜拜，可謂道門精神領袖，因此重葬王重陽時，尹志平雖已退位，亦由他主持大典:117、127。丘處機晚年時，全真教已是北方最大教派:112。尹志平掌教時，全真教趨於極盛，元代賈戫稱「教風之盛，自三代而下，未有若此時也」:130；弋彀說尹志平「徒侶遍天下，聞望重朝野。……自古教法之盛，功德之隆，惟清和師為最:134。」尹志平詩文書信編為《葆光集》3卷，在燕京及出遊東北時的講道，記錄為《清和真人北遊語錄》4卷:128。

## 小說改編
金庸武俠小說《射雕英雄傳》、《神雕俠侣》中均有出現。唯在《神雕俠侣》原版中，尹志平被設定迷戀女主角小龍女，晚上夢囈唸著小龍女，又一遍一遍在紙上寫下其名字:46。一次他乘小龍女無法動彈，加以迷姦，事後他對全真教和丘處機有愧，心中卻對迷姦小龍女沾沾自喜；後來尹志平為護救小龍女以致身負重傷，接著更讓自己的胸口撞上小龍女的劍尖而逝去:191、193、202。根據一項在河南所做的調查，受《神雕俠侶》影響，人們普遍認為尹志平人品不好，很少人了解到尹志平是個「道行高深的道士」。2003年，金庸到華山出席「華山論劍」節目，陝西省道教協會的道士加以攔阻，抗議《神雕俠侶》虛構尹志平污辱小龍女一事，侮辱全真教。在小說修訂三版中，金庸更動角色設定，把污辱小龍女的人改寫成虛構人物「甄志丙」:191、193-194，而尹志平則改為在《神雕俠侣》時期潛心內丹煉氣之道，極少涉足江湖，幾乎沒有什麼戲份:202-206。

## 影视形象

### 电视剧
《射雕英雄传》：
- 1983 邝佐辉 香港无线电视剧《射雕英雄传》
- 1988 王惠五 台湾中视电视剧《射雕英雄传》
- 1994 林家栋 香港无线电视剧《射雕英雄传》
- 2003 李伟 中國电视剧《射雕英雄传》
- 2008 宋洋 中國电视剧《射雕英雄传》
- 2017 王林 中國电视剧《射雕英雄传》

《神雕侠侣》：
- 1976 陈耀林 香港佳视《神雕侠侣》
- 1983 邝佐辉 香港无线电视剧《神雕侠侣》
- 1984 赵学煌 台湾中视《神雕侠侣》
- 1995 陈启泰 香港TVB《神雕侠侣》
- 1998 林伟文 新加坡电视剧《神雕侠侣》
- 1998 李志希 台湾台视《神雕侠侣》

### 电影
- 1983 洪新南 香港邵氏电影《杨过与小龙女》

## 延伸閱讀
- 樂愛國.  (PDF). 《弘道》. 2010, 2: 51–56  [2017-12-30]. （原始内容 (PDF)存档于2021-06-03） （中文（繁體））.
- 詹石窗; 張欣. . 《宗教學研究》. 2007, 3: 41–46  [2017-12-30]. （原始内容存档于2020-08-15） （中文（简体））.
- 左洪濤. . 《寧波大學學報：人文科學版》. 2009, 6: 45–49  [2017-12-30]. （原始内容存档于2020-12-15） （中文（简体））.